# Stiria colimae
Stiria colimae là một loài bướm đêm trong họ Noctuidae.